# アダーラト (1916年-1920年)
「アダーラト」 革命労働者組織 （アゼルバイジャン語: "Ədalət" inqilabi fəhlə təşkilatı) または アダーラト党 （アゼルバイジャン語: Ədalət firqəsi, ペルシア語: حزب عدالت) は、 1916年に帝政ロシア治下アゼルバイジャンのバクーにてペルシア人入植者を中心に結成された社会民主主義的組織である。アダーラトとは、アゼルバイジャン語およびペルシア語で「正義・公正」を意味する。アダーラトは、自らを1906年から1909年に積極的に活動していたペルシア社会民主党の後継組織であると考えていた。アダーラトはヒンメトと緊密に協力し、多くの活動家が両組織の中央委員会を行き来していた。
創設メンバーの一員には、後にイラン・ソビエト社会主義共和国の閣僚やアゼルバイジャン国民政府の首相を務めるセイエド・ジャファル・ピーシェヴァリーが含まれている。

## 組織
アダーラトの綱領と憲章は、アゼルバイジャン語版とペルシア語版と別々に印刷した小冊子で公開配布されただけではなく、構成員のピーシェヴァリーが編集者として勤める『Hürriyyət（自由）』新聞にも掲載された。1917年6月10日、アダーラトは、アゼルバイジャン語とペルシア語による新聞『Bayraqi-ədalət（正義の旗）』の発刊を開始した。そこでは、イラン国内の政治状況の問題点、ガージャール朝に対する抵抗、君主制の打倒、民主制の確立に焦点を当てた記事を取り上げていた。
1918年の初めまでに、アダーラトはダゲスタン州、アストラハン、トビリシ、バトゥミ、エレバンや他のコーカサスの地域にも支部を増やした。ギャンジャだけでも、470人の党員が存在していた。
アダーラトは、ヒンメト以外にもボリシェヴィキのバクー支部やアーザルバーイジャーン・ギーラーン州の革命家、特にモハンマド・ヒアーバーニ率いるペルシア民主党と密接な関係を維持していた。
1920年2月11日にヒンメト左派とともにアゼルバイジャン共産党へ吸収された。一部はイラン共産党に参加した。